# Megalognatha grouvellei
Megalognatha grouvellei es una especie de insecto coleóptero de la familia Chrysomelidae.
Fue descrita científicamente en 1912 por Julius Weise.